# Панин, Николай
Николай Панин (1735—1773) — русский генерал, герой русско-турецкой войны 1768—1774 гг..

## Биография
Родился в 1735 году.
Поступил в военную службу в 1751 г. в лейб-гвардии Конный полк, в котором прослужил шесть лет. С началом Семилетней войны он был переведён в Казанский кирасирский полк и назначен адъютантом к генералу П. И. Панину, с которым участвовал почти во всех сражениях этой войны.
В 1759 г. после сражения при Кунерсдорфе по личному желанию он был назначен в передовые войска к генералу Тотлебену, командовал небольшими партиями и в особенности отличился при взятии Берлина. 4 января 1763 г. из секунд-майоров Казанского кирасирского полка переведён опять в Конную гвардию секунд-ротмистром, 14 мая того же года выпущен в армейские полки подполковником, а 24 ноября 1764 г. был произведён в полковники с назначением командиром Нижегородского карабинерного полка. С вверенным ему полком Панин принял самое живое участие в русско-турецкой войне 1769—1774 гг. В этой войне он в особенности отличился в сражении при Кагуле 21 июля 1770 года, в котором, по словам реляции
21 июля с вверенным ему полком, между кареями атаковав многократно неприятельскую конницу и насквозь пробившись чрез густую их толпу, мужественно опрокидал оную
За этот подвиг Панин 27 августа 1770 г. был награждён орденом св. Георгия 4-й степени (№ 24 по спискам Григоровича — Степанова и Судравского), а 25 сентября 1771 г. был произведён в генерал-майоры и получил в командование бригаду, состоявшую из Нижегородского и Сибирского карабинерных полков. С этой бригадой он участвовал при штурме и взятии крепости Журжи 24 октября 1771 г.
Скончался в Киеве 29 октября 1773 года.